# Stonewall (Oklahoma)
Stonewall és un poble dels Estats Units a l'estat d'Oklahoma. Segons el cens del 2000 tenia 465 habitants.

## Demografia
Segons el cens del 2000, Stonewall tenia 465 habitants, 195 habitatges, i 127 famílies. La densitat de població era de 561,1 habitants per km².
Dels 195 habitatges en un 28,7% hi vivien nens de menys de 18 anys, en un 44,6% hi vivien parelles casades, en un 16,9% dones solteres, i en un 34,4% no eren unitats familiars. En el 31,8% dels habitatges hi vivien persones soles el 14,9% de les quals corresponia a persones de 65 anys o més que vivien soles. El nombre mitjà de persones vivint en cada habitatge era de 2,38 i el nombre mitjà de persones que vivien en cada família era de 3,04.
Per edats la població es repartia de la següent manera: un 27,7% tenia menys de 18 anys, un 6,2% entre 18 i 24, un 25,2% entre 25 i 44, un 22,6% de 45 a 60 i un 18,3% 65 anys o més.
L'edat mediana era de 36 anys. Per cada 100 dones de 18 o més anys hi havia 82,6 homes.
La renda mediana per habitatge era de 19.135 $ i la renda mediana per família de 22.813 $. Els homes tenien una renda mediana de 20.500 $ mentre que les dones 14.792 $. La renda per capita de la població era de 9.741 $. Entorn del 23,5% de les famílies i el 25,9% de la població estaven per davall del llindar de pobresa.

## Poblacions més properes
El següent diagrama mostra les poblacions més properes.